# Darhan
Darhan (in mongolo Дархан, che significa ferriera), detta anche Darkhan, è una città della Mongolia, capoluogo della provincia di Darhan-Uul, e si trova nel distretto di Darhan-Uul (sum). Aveva, secondo le stime del 2013, una popolazione di 96.428 abitanti.

## Geografia fisica

### Clima
Darhan ha un clima continentale umido secondo la classificazione climatica di Köppen, vicino però alle caratteristiche del clima subartico riscontrabile nelle aree della Mongolia settentrionale ad altitudine più elevata, e con un regime precipitativo non lontano da quello tipico del clima semiarido. Un clima "border-line" tra i tre citati caratterizza buona parte dell'area di confine tra Mongolia e Russia, così come l'area mongola al confine con il Kazakistan. Gli inverni di Darhan sono estremamente freddi e secchi, mentre le estati sono piuttosto calde e relativamente umide.
| Darhan              | Mesi  | Mesi  | Mesi  | Mesi | Mesi | Mesi | Mesi | Mesi | Mesi | Mesi | Mesi  | Mesi  | Stagioni | Stagioni | Stagioni | Stagioni | Anno |
| Darhan              | Gen   | Feb   | Mar   | Apr  | Mag  | Giu  | Lug  | Ago  | Set  | Ott  | Nov   | Dic   | Inv      | Pri      | Est      | Aut      | Anno |
| ------------------- | ----- | ----- | ----- | ---- | ---- | ---- | ---- | ---- | ---- | ---- | ----- | ----- | -------- | -------- | -------- | -------- | ---- |
| T. max. media (°C)  | −18,7 | −13,8 | −0,8  | 10,6 | 19,3 | 24,6 | 25,6 | 23,2 | 17,0 | 7,8  | −4,6  | −15,2 | −15,9    | 9,7      | 24,5     | 6,7      | 6,3  |
| T. min. media (°C)  | −30,6 | −28,3 | −15,7 | −4,2 | 3,1  | 9,9  | 12,9 | 11,1 | 2,8  | −6,3 | −17,6 | −27,0 | −28,6    | −5,6     | 11,3     | −7,0     | −7,5 |
| Precipitazioni (mm) | 3     | 2     | 4     | 8    | 17   | 59   | 83   | 75   | 36   | 12   | 6     | 4     | 9        | 29       | 217      | 54       | 309  |

## Storia
È la terza città più grande della Mongolia, fondata il 17 ottobre del 1961 con l'aiuto economico dell'Unione Sovietica e, come il suo nome suggerisce, concepita come città industriale (polo manifatturiero del nord della Mongolia).

## Monumenti e luoghi d'interesse
A Darhan sorge il monastero Kharagiin, situato in una capanna di tronchi nella parte più antica della città; negli ultimi anni la struttura è stata adibita a monastero buddhista. Inoltre, la città ospita il Museo di Darhan-Uul; questa struttura, chiamata anche Museo Tradizionale dell'Arte Popolare, ospita una collezione di reperti archeologici, vestiti tradizionali, oggetti religiosi e animali impagliati. La città ha anche un monumento dedicato al morin khuur, lo strumento musicale tradizionale mongolo.

## Società
Nella città vive l'82% degli abitanti della provincia di Darhan-Uul. Come la maggior parte dei mongoli che vivono nelle aree urbane, l'86% dei residenti di Darhan vive in appartamenti in zone residenziali, mentre il restante 14% vive nelle tradizionali yurte alla periferia della città.

## Cultura
Darhan è la seconda città della Mongolia per afflusso di studenti (sia residenti in città, sia provenienti da altre aree del Paese). Nella provincia di Darhan-Uul hanno sede l'Istituto dell'Amministrazione e dello Sviluppo, il Centro per lo Sviluppo dell'Economia Regionale e l'Istituto di Ricerca di Agraria e di Botanica.

## Economia
La città è fortemente industrializzata.

## Amministrazione

### Gemellaggi
- Dimitrovgrad, Bulgaria[4]
- Zeitz, Germania
- Irving (Texas), Stati Uniti d'America
- Kaposvár, Ungheria
- Ulan-Udė, Russia